# Gustave Soury
Gustave Eugène Soury, né le 26 août 1884 dans le 3e arrondissement de Paris et mort le 16 juin 1966 dans le 4e arrondissement, est un peintre animalier et affichiste français, passionné par le monde du cirque. 

## Biographie
Fils d'un bijoutier, Gustave Soury exerce la profession de dessinateur sur dentelles lors de son passage devant le conseil de révision. Il est alors ajourné puis dispensé pour motif médical. Devenu lithographe, il est incorporé dans les rangs du 22e régiment d'artillerie lors de la mobilisation générale d'août 1914 mais reste classé dans le service auxiliaire. En septembre 1915, il est détaché comme affecté spécial dans un poste de dessinateur à l'atelier de construction de Puteaux. Il est finalement démobilisé en mars 1919.
Lors du recensement de 1931, il est domicilié 18 rue du Caire, dans le 2e arrondissement de Paris, et est enregistré en qualité d'artiste peintre.

## Œuvre artistique
Il a rassemblé une collection importante d'affiches et de photographies, léguées à sa mort au Mucem (nouveau Musée national des arts et traditions populaires). Sa collection comporte 4 617 photographies et 2 331 cartes postales. Plus de 600 affiches de sa collection permettent de retracer l'histoire des fêtes foraines entre 1880 et 1914. Il est l'un des fondateurs du Club du Cirque. Il a été aussi photographe animalier, et a participé à la  revue Le Cirque dans l'Univers.
Il est considéré comme un des plus grands affichistes de cirque français.